# SN 1946B
SN 1946B – supernowa typu II odkryta w maju 1946 roku w galaktyce NGC 4632. W momencie odkrycia miała maksymalną jasność 15,70m.